# Contea di Cedar (Missouri)
La contea di Cedar in inglese Cedar County è una contea dello Stato del Missouri, negli Stati Uniti. La popolazione al censimento del 2000 era di 13 733 abitanti. Il capoluogo di contea è Stockton.